# Fürstengarde von Bukarest
Die Fürstengarde von Bukarest (rumänisch Garda domnească) war eine historische Schutztruppe der walachischen Fürstenresidenz Curtea Veche in Bukarest. Ihre Hauptaufgaben bestanden im Schutz des Herrschers, seiner Familie sowie wichtiger Regierungseinrichtungen während der Zeit, in der Bukarest Residenzstadt der Fürsten der Walachei war.

## Geschichte
Nachdem Bukarest im Jahr 1659 unter Fürst Gheorghe Ghica zur alleinigen Residenzstadt der walachischen Woiwoden wurde, gewann die Stadt zunehmend an politischer und administrativer Bedeutung. Zum Schutz des Fürstenhofs sowie zentraler Regierungsgebäude wurde eine eigene Garde aufgestellt. Diese bestand sowohl aus berittenen Einheiten als auch aus Infanterieverbänden. Besonders im 17. und frühen 18. Jahrhundert – einer von politischen Umbrüchen, Aufständen und osmanischem Einfluss geprägten Zeit – spielte die Fürstengarde eine wichtige Rolle bei der Sicherung der Stadtverwaltung und dem Schutz der fürstlichen Familie.
Unter den Fürsten Șerban I. Cantacuzino und Constantin Brâncoveanu, die maßgeblich zur städtebaulichen Entwicklung Bukarests beitrugen, war die Garde zudem mit der Wahrung der öffentlichen Ordnung in Krisenzeiten betraut.

## Organisation und Aufgaben
Die Fürstengarde rekrutierte sich traditionell aus loyalen Angehörigen des niederen Adels sowie aus erfahrenen Söldnern. Sie unterstand direkt dem Fürsten und war unabhängig von anderen bewaffneten Formationen wie der Stadtmiliz oder den Dorobanzen. Zu ihren Aufgaben zählten der Schutz des Fürstenhofs und der Residenzen, die Begleitung des Fürsten bei Reisen, insbesondere bei diplomatischen Missionen, die Verteidigung der Stadt gegen äußere Bedrohungen, die Aufrechterhaltung der öffentlichen Sicherheit während innenpolitischer Unruhen. In Zeiten erhöhter politischer oder militärischer Spannungen wurde die Garde personell verstärkt.

## Bedeutung und Auflösung
Mit der zunehmenden politischen Integration der Walachei in das Osmanische Reich sowie infolge der Militär- und Verwaltungsreformen im 19. Jahrhundert verlor die klassische Fürstengarde schrittweise an Bedeutung. Ihre Aufgaben wurden schließlich von regulären Militär- und Polizeikräften übernommen.